# Washington and Lee University
Washington and Lee University (w skrócie W&L) – amerykański uniwersytet niepubliczny, o profilu humanistycznym, znajdujący się w Lexington w Wirginii.

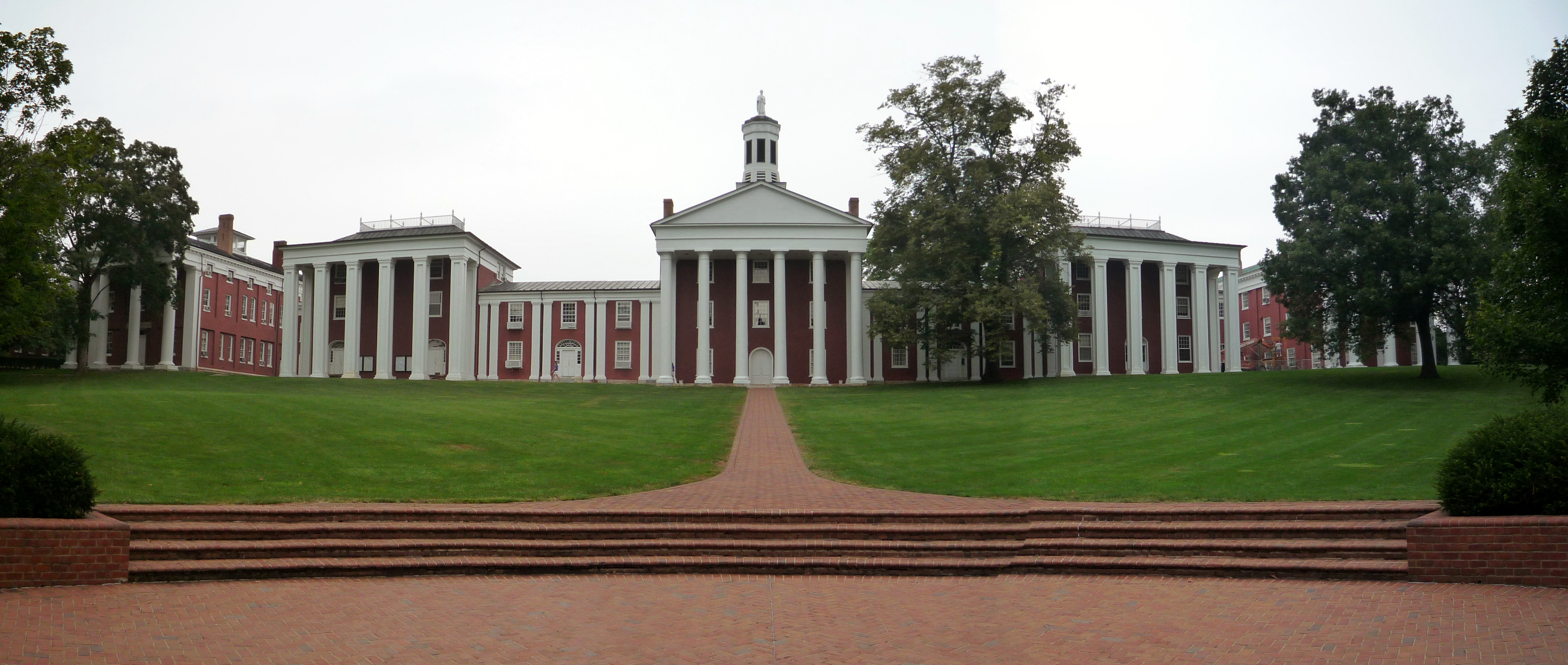
Od lewej: Newcomb Hall, Payne Hall, Washington Hall, Robinson Hall, Tucker Hall

Założony w 1749 r. jako szkoła klasyczna Augusta Academy, około 20 mil od obecnego miejsca, w 1776 (w rewolucyjnym ferworze) został przemianowany na Liberty Hall. Do Lexington przeniesiono go w 1780; główny kampus zbudowano w 1782 r.
W 1796 r. George Washington dofinansował uczelnię gigantyczną, jak na owe czasy, sumą 20 000 dolarów, co uratowało ją przed upadkiem. W geście wdzięczności władze przemianowały placówkę na Washington Academy (w 1813 na Washington College). W 1865 rektorem został Robert E. Lee i pełnił tę funkcję do śmierci w 1870. Wówczas nazwa uczelnia została ponownie zmieniona, tym razem na Washington and Lee University.